# Teresa Casuso Morín
Lorenza Teresa Inocencia Casuso y Morín (hay còn gọi là "Teté" Casuso; 10 tháng 8 năm 1912 - 28 tháng 7 năm 1994) là một trí thức nổi tiếng của Cuba, người đã đấu tranh cho dân chủ và tự do ở Cuba. Là một nhà văn, bà làm việc trong nhiều thể loại, bao gồm tiểu thuyết, nhà hát, biên niên, thơ, cũng như các thư viện điện ảnh và điện ảnh. Tác phẩm báo chí của bà xuất hiện trong một số ấn phẩm ở Cuba, Mexico và Mỹ. Bà cũng làm việc như một dịch giả và giáo viên kịch; và là một nữ diễn viên của sân khấu và màn ảnh. Cùng với một số người cùng thời với nhà văn phụ nữ có học thức, trung lưu khác - Emilia Bernal, Lydia Cabrera, Ana Maria Simo, Hilda Perera Soto, và Rita Geada - Casuso rời Cuba sau Cách mạng 1959.

## Tiểu sử
Lorenza Teresa Inocencia Casuso y Morín sinh ra ở Madruga, ngày 10 tháng 8 năm 1912. Bà xuất hiện trong một số bộ phim bao gồm El tigre de Jalisco vào năm 1947.
bà đã tham gia tích cực vào các cuộc đấu tranh của sinh viên chống lại chế độ độc tài của Gerardo Machado và trong thời gian lưu vong của Fidel Castro ở Mexico, đã giúp chuẩn bị cho cuộc thám hiểm Granma. Bà đã quyên tiền cho cả hai cánh tay và du thuyền Granma sẽ đưa những người cách mạng trở lại Cuba. Sau chiến thắng của cuộc cách mạng năm 1959, bà trở thành Đại sứ Cuba tại Mexico. Khi trở về Cuba, bà được Tổng tư lệnh bổ nhiệm làm Thư ký báo chí và vào cuối năm đó, Đại sứ thay thế Đại sứ đặc mệnh toàn quyền tại Liên Hợp Quốc,  một vị trí mà bà giữ cho đến khi từ chức và đào tẩu vào tháng 10 năm 1960. Bà đã dành hàng giờ để chờ đợi ông Castro để bà có thể bày tỏ mối quan ngại của mình với phong cách độc tài ngày càng gia tăng của ông nhưng họ không bao giờ gặp nhau. Mặc dù đào tẩu của mình, Fidel Castro ôm bà ấy trong lĩnh vực cao, năm 1967 ông đã viết rằng "" Mặc dù bạn không bao gồm trong số 12 đồng chí và anh em của cuộc đấu tranh của chúng tôi, bạn sẽ luôn luôn, Tete, được nhớ đến như nếu bạn đã từng ". Ông đã viết nó vào tháng 12 năm đó.
Casuso đã kết hôn với nhà văn Cuba Pablo de la Torriente Brau, người đã bị giết để chiến đấu cho phe Cộng hòa trong Nội chiến Tây Ban Nha.

## Tác phẩm được chọn
- 1934: Versos míos de la libreta tuya
- 1938: Toàn cảnh México
- 1944: Los Ausentes. México
- 1951: Recuerdos de un viaje a Europa
- 1961: Fidel và Cuba
- 1963: Cuba Y Fidel

### Chưa được công bố
- 1955: Utopía
- 1955: Aprendiz de ángel
- 1956: Biênvenida la vida